# North Burial Ground
Le North Burial Ground est un cimetière de 45 hectares situé à Providence (Rhode Island), construit en 1700.
Providence ne possédait aucun lieu de sépulture jusqu'en 1700 (64 ans après sa fondation) du fait que les institutions religieuses et gouvernementales étaient rigoureusement séparées depuis la création de la ville par Roger Williams en 1636. Avant la création de ce cimetière, les gens étaient enterrés dans les terrains familiaux ou les fermes.
Il figure depuis le 13 septembre 1977 au Registre national des lieux historiques.

## Personnalités enterrées dans le cimetière
- Stephen Hopkins
- Sarah Helen Whitman
- Edward Mitchell Bannister